# Bedchester
Bedchester – wieś w Anglii, w hrabstwie Dorset. Leży 32 km na północny wschód od miasta Dorchester i 158 km na południowy zachód od Londynu.